# Speocera babau
Espèce
Speocera babau est une espèce d'araignées aranéomorphes de la famille des Ochyroceratidae.

## Distribution
Cette espèce est endémique du Pará au Brésil,. Elle se rencontre à Parauapebas, Canaã dos Carajás, Curionópolis, Eldorado do Carajás et São Félix do Xingu dans des grottes de la Serra dos Carajás.

## Description
Le mâle holotype mesure 1,1 mm et la femelle paratype 1,05 mm, les mâles mesurent de 0,9 à 1,1 mm et les femelles de 0,9 à 1,12 mm.

## Systématique et taxinomie
Cette espèce a été décrite par Brescovit, Zampaulo, Cizauskas et Pedroso en 2022.

## Publication originale
- Brescovit, Zampaulo, Cizauskas & Pedroso, 2022 : « Three new subterranean species of the genus Speocera (Araneae, Ochyroceratidae) from caves of the Carajás area in the state of Pará, Brazil. » Zootaxa, no 5169(2), p. 101-135.